# Хэмптон, Джеймс (художник)

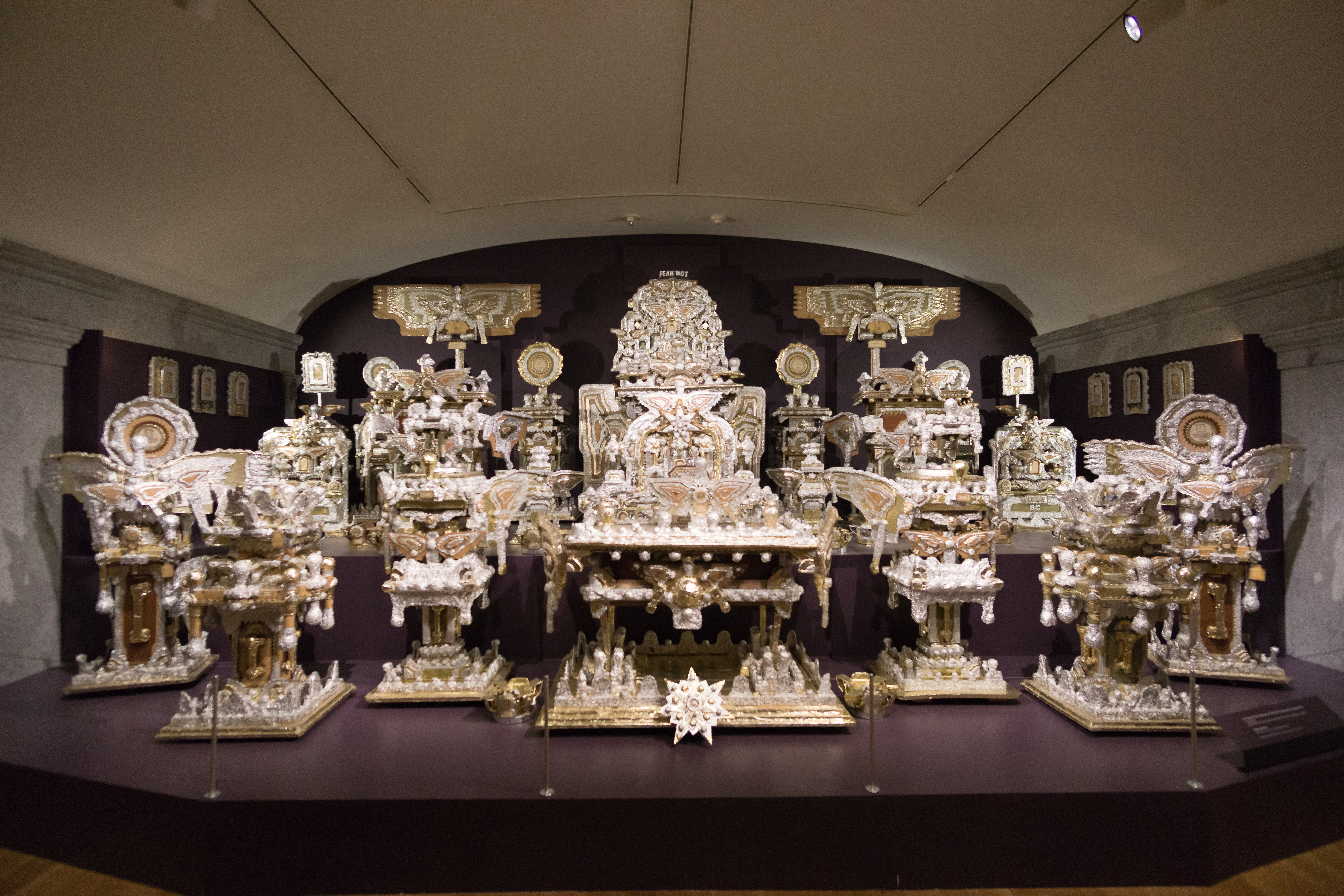
«Трон третьего неба Генеральной ассамблеи тысячелетия наций» в экспозиции Смитсоновского музея американского искусства

Джеймс Хэмптон (англ. James Hampton, 8 апреля 1909 — 4 ноября 1964) — американский уборщик и художник-любитель. В свободное от работы время Хэмптон создал из подручных материалов инсталляцию, известную как «Трон третьего неба Генеральной ассамблеи тысячелетия наций». В настоящее время инсталляция, которую часто сокращенно называют просто «Трон», выставлена в Смитсоновском музее американского искусства в Вашингтоне.
Искусствовед Роберт Хьюз в своей статье для журнала «Time» писал, что «Трон» вполне может быть «лучшим произведением визионерского религиозного искусства, созданным американцем».

## Ранние годы
Джеймс Хэмптон родился в 1909 году в городе Эллори (англ., штат Южная Каролина, США). Его отец, бросивший семью, был певцом госпела и странствующим баптистским проповедником, а также преступником, состоявшим в ряде бандитских группировок. В 1928 году Хэмптон переехал в Вашингтон, округ Колумбия, и жил в одной квартире со своим старшим братом Ли.
Хэмптон работал поваром до 1943 года, когда его призвали в Военно-воздушные силы США. Он служил в 385-й авиационной эскадрилье в Техасе, на Гавайях и в джунглях Сайпана и Гуама. Это подразделение не участвовало в боевых действиях, и в его обязанности входили плотницкие работы и обслуживание взлетно-посадочных полос. Во время пребывания на Гуаме Хэмптон построил небольшой храмоподобный объект. Он был награжден Бронзовой звездой и с почестями вышел в отставку в 1945 году, после чего возвратился в Вашингтон. В 1946 году Хэмптон был принят на работу в Управление общих служб на должность уборщика и проработал там вплоть до своей смерти.

## Создание «Трона»
В 1950 году Хэмптон за 50 долларов в месяц арендовал гараж на 7-й улице на северо-западе Вашингтона, примерно в полутора километрах от Белого дома. В течение следующих 14 лет Джеймс в свободное от работы время создавал в гараже сложное произведение религиозного искусства из различных подручных материалов, таких как алюминиевая и золотая фольга, старая мебель, куски картона, электрические лампочки, банки из-под желе, осколки зеркала и канцелярские принадлежности, скрепленные с помощью кнопок, клея, булавок и скотча.
Полная работа состоит из 180 предметов, на многих из которых написаны цитаты из Книги Откровения. Центральное место в экспозиции занимает трон высотой в семь футов (2,13 м), построенный на фундаменте старого кресла с темно-бордовой обивкой и надписью «Не бойся» на его вершине. Трон окружен десятками алтарей, корон, аналоев, табличек и крылатых кафедр. На настенных табличках слева указаны имена апостолов, а на табличках справа перечислены различные библейские патриархи и пророки, такие как Авраам и Иезекииль. Почерком Хэмптона на предметах был написан текст «Трон третьего неба Генеральной ассамблеи тысячелетия». Хэмптон описал свою работу как памятник Иисусу в Вашингтоне. Он был создан на основе нескольких религиозных видений, которые побудили его подготовиться к возвращению Христа на землю.
Хэмптон писал о том, что Бог часто посещал его, что Моисей явился ему в 1931 году, Дева Мария — в 1946 году, а Адам — в день второй инаугурации президента Гарри Трумэна в 1949 году.

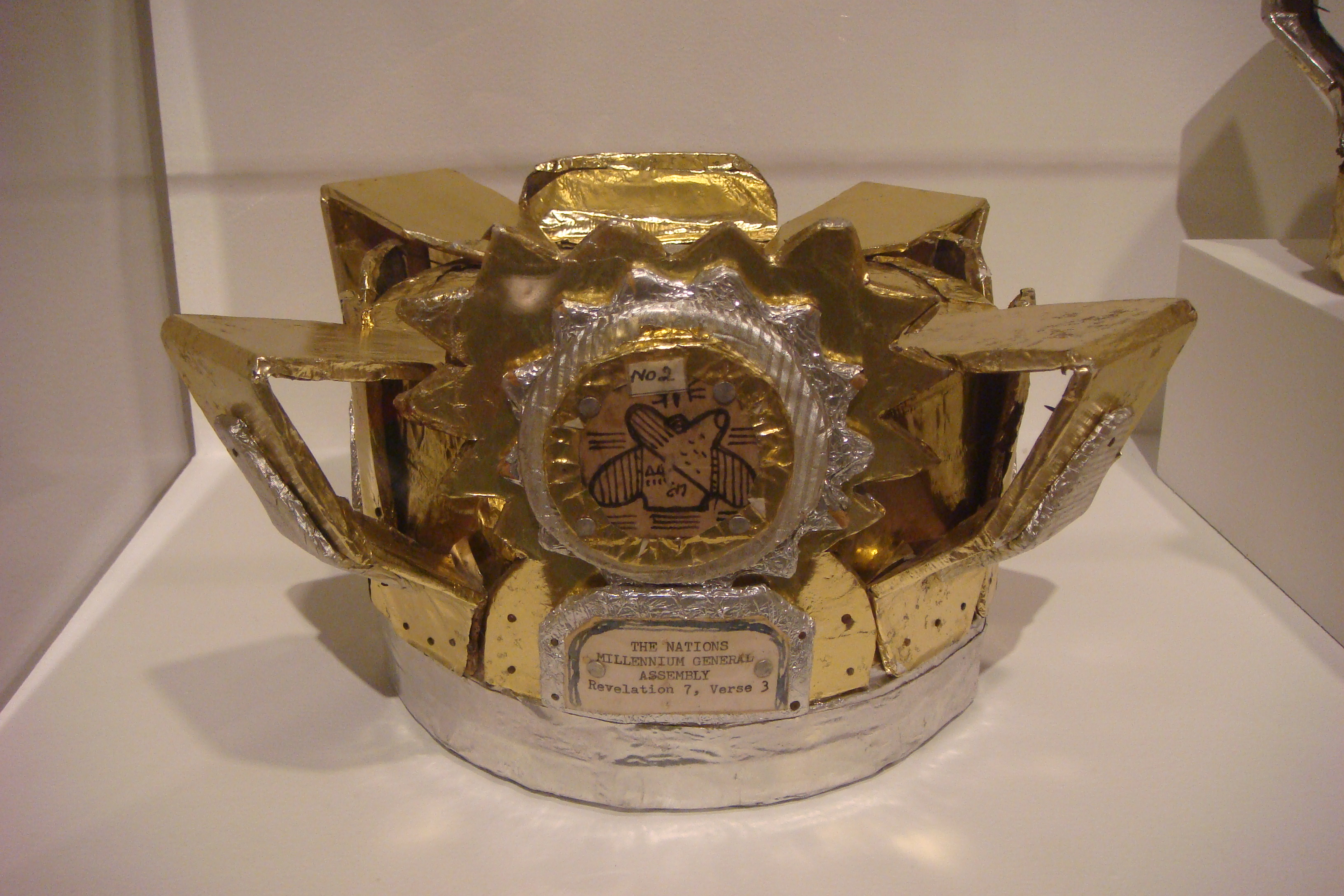
Джеймс Хэмптон. Золотая корона, созданная вместе с «Троном» (фольга)

Термин «третье небо» основан на Священных Писаниях, которые называют его «небом небес» или царством Божьим. Работа основана на библейских пророчествах о тысячелетнем царстве, включая видение св. Иоанном Бога, восседающего на серебряном и золотом троне в окружении ангелов, упоминания о Судном дне, коронах, которые должны носить спасенные, и других событиях, описанных в Откровении. Эта работа также имеет отношение к афроамериканским ярдовым выставкам, а также к алтарям, используемым в религиях африканского происхождения, таких как вуду, сантерия и кандомбле.

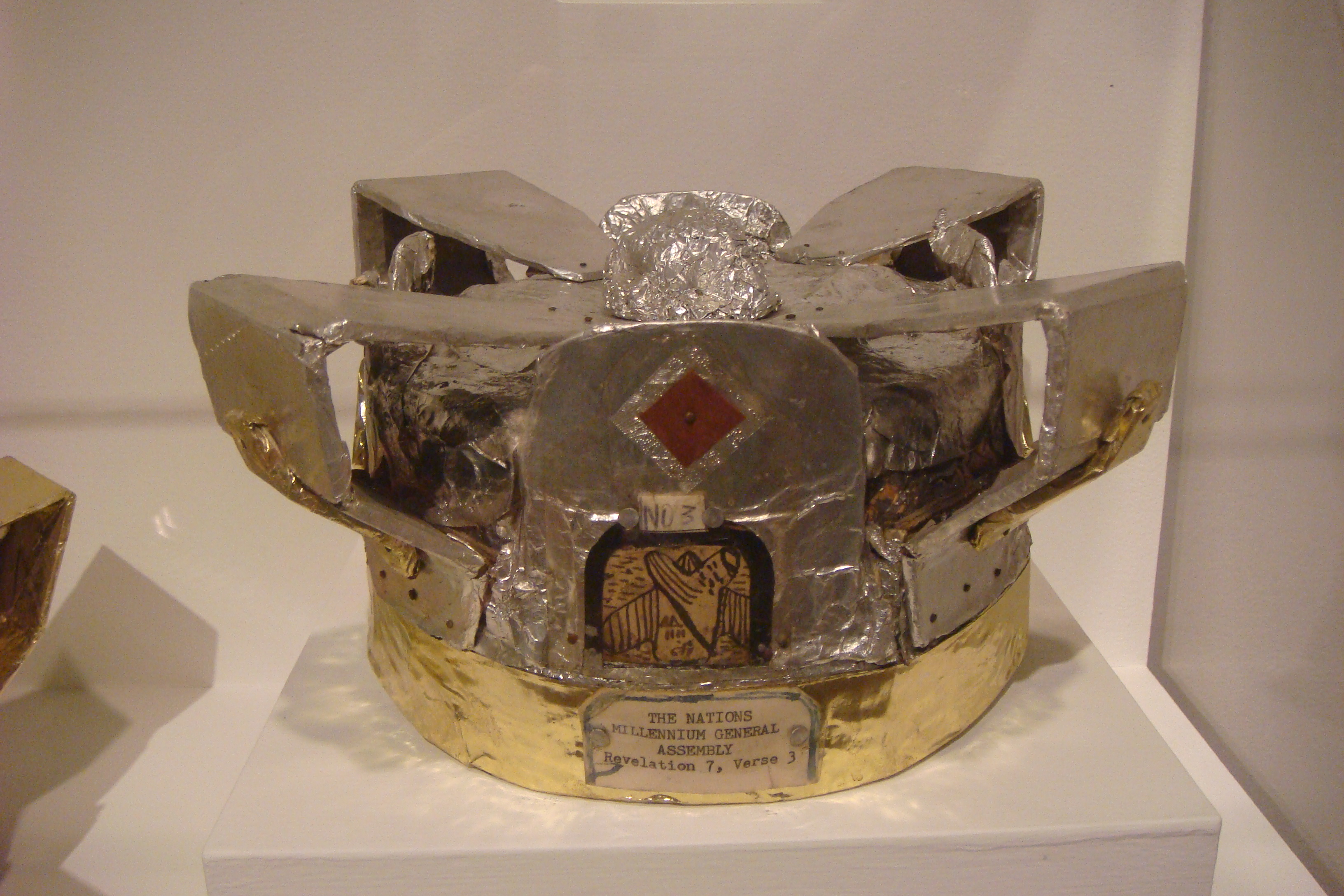
Серебряная корона из фольги, созданная Хэмптоном вместе с «Троном»

Искусствовед Роберт Фаррис Томпсон описывает «Трон» как «уникальное сочетание библейских и афроамериканских традиционных образов». Работа связана с американским милленаристским и диспенсационалистским движениями 19-го и 20-го веков. Эти движения разделили историю взаимодействия Бога с человечеством на семь этапов, или судных периодов, последним из которых стало «Тысячелетнее царство».

## «Книга Седьмого завета»
Хэмптон хранил 108-страничный блокнот с отрывными листами, озаглавленный «Святой Иаков: Книга Седьмого завета». Большая часть текста была написана неизвестным шрифтом, который до сих пор не расшифрован. Текст доступен в Интернете и стал предметом исследования.
Хэмптон записал Ветхий и Новый Завет и второй свод заповедей, которые, как он верил, Бог дал ему для передачи другим, потому что человек больше не следовал первоначальным Десяти заповедям. Часть текста сопровождалась примечаниями на английском языке, сделанными рукой Хэмптона. В записной книжке Хэмптон называл себя святым и «директором по специальным проектам Государства Вечности», заканчивая каждую страницу словом «Откровение».
Хэмптон, кроме того, написал тексты, некоторые из которых касались религиозных видений, на различных листах бумаги и картона. К доске объявлений в углу его гаража была прикреплена цитата из 29-й главы Притчей: «Там, где нет видения, люди погибают».
Хэмптон также изготовил настенные таблички с римскими цифрами от одного до десяти и своим неразборчивым почерком, напоминающим таблички с заповедями. Самая большая табличка в левой части экспозиции содержит так называемый «План перестройки наций» и отделана золотой фольгой. Хэмптон обратился к местным церквям с просьбой использовать его творение в качестве учебного пособия, но никто не проявил к данному предложению интереса. Два репортера пришли посмотреть на инсталляцию, однако не сочли ее достойной освещения в новостях.
Хэмптон надеялся разместить инсталляцию на витрине магазина, но так и не достиг этой цели.

## Личная жизнь
Хэмптон был затворником. У него было мало близких друзей, и большую часть своего личного времени он проводил в гараже, работая над «Троном». Хэмптон посещал различные церкви в Вашингтоне, но никогда не присоединялся к какой-либо определенной общине, поскольку считал, что распространение конфессий противоречит единству Бога.
Он выражал заинтересованность в поиске «святой женщины», которая помогла бы ему в работе всей его жизни, но так и не женился. Неизвестно, считал ли сам Хэмптон себя художником. Его работы являются примером наивного искусства — искусства, созданного людьми-самоучками, которые не изучали художественные техники, историю искусств или теорию искусства.

## Смерть и обнаружение «Трона»
Хэмптон скончался от рака желудка в возрасте 55 лет 4 ноября 1964 года в госпитале для ветеранов в Вашингтоне.
«Трон» Хэмптона был обнаружен только после его смерти в 1964 году, когда владелец арендованного им гаража Мейер Вертлиб пришел выяснить, почему не была внесена арендная плата. Он знал, что Хэмптон что-то строил в гараже. Когда он открыл дверь, то обнаружил комнату, заполненную произведениями искусства.
Хэмптон держал свой проект в секрете от большинства своих друзей и семьи. Его родственники впервые услышали о «Троне», когда сестра Джеймса пришла забрать его тело. Когда сестра Хэмптона отказалась забрать произведение искусства, домовладелец поместил объявление в местных газетах. Скульптор Эд Келли откликнулся на объявление и был настолько поражен увиденным, что связался с коллекционером произведений искусства Элис Денни. Денни пригласила ознакомиться с обнаруженным произведением арт-дилеров Лео Кастелли и Ивана Карпа, а также художника Роберта Раушенберга. Гарри Лоу, заместитель директора Смитсоновского художественного музея, рассказал в интервью газете «The Washington Post», что зайти в гараж «было все равно что открыть гробницу Тутанхамона».
История Хэмптона и его произведений искусства стала достоянием общественности в выпуске «The Washington Post» от 15 декабря 1964 года. Лоу оплатил непогашенную арендную плату Хэмптона и вступил во владение его произведениями искусства. В 1970 году работа Хэмптона была передана в дар Американскому художественному музею Смитсоновского института, где с тех пор она выставлена на всеобщее обозрение.

## В массовой культуре
Писатель и поэт Денис Джонсон опубликовал книгу под названием «Трон третьего неба Генеральной ассамблеи тысячелетия», в которую вошло стихотворение, названное в честь произведения Хэмптона.
В 2007 году композитор Джефферсон Фридман представил посвященную Хэмптону пьесу под названием «The Throne of the Third Heaven», написанную по совместному заказу Национального симфонического оркестра и фонда ASCAP.
Инди-музыкальная группа Le Loup назвала свой дебютный альбом 2007 года «The Throne of the Third Heaven of the Nations' Millennium General Assembly».
В 2015 году писательница Шелли Пирсолл опубликовала роман для взрослых «Седьмая по важности вещь», в котором художественное произведение и художник были помещены в вымышленный контекст, представляя встречу Хэмптона и тринадцатилетнего мальчика, попавшего в беду. Автор говорит, что ее вдохновил тот факт, что «более десяти лет Хэмптон трудился в одиночку, без фанфар, создавая искусство ради искусства — концепцию, которую почти невозможно постичь в современном мире безудержного обмена информацией в социальных сетях и мгновенной известности».
В 2018 году писатель из Шайенна Томми Оранж опубликовал короткий рассказ «Государство», в котором упоминается Хэмптон и Трон Третьего неба Генеральной ассамблеи тысячелетия наций. Эта история представляла собой отрывок из его романа «Там, там», вышедшего в том же году.